# Galium yunnanense
Galium yunnanense là một loài thực vật có hoa trong họ Thiến thảo. Loài này được H.Hara & C.Y.Wu mô tả khoa học đầu tiên năm 1986.